# The Labyrinth (film 1915)
The Labyrinth è un film muto del 1915 diretto da E. Mason Hopper. Prodotto e distribuito dalla Equitable Motion Pictures Corporation, fu sceneggiato da Harry Chandlee. Aveva come interpreti Gail Kane, Dolly Larkin, Richard Neill, Edward Roseman.

## Trama
Florence Burgess, che deve prendersi cura della sorella minore Frances, per vivere canta al Cafe Fanchon. L'impresario Oscar Morse le offre un contratto ma in cambio pretende dei favori sessuali da Florence, incontrando il suo rifiuto. Dopo la chiusura del Cafe, la cantante resta senza lavoro e decide di far cadere in una trappola Morse. Una sera, approfittando di Morse ubriaco, gli fa firmare un contratto e quando, il giorno seguente, l'impresario si rende conto di essere stato gabbato, accetta la situazione e fa diventare Florence una grande star, protagonista di The Green Goddess. Passa un anno. Un giorno, mentre si trova in un albergo di campagna, Florence incontra Herbert Fenton, il pastore che è riuscito, a suo tempo, a far chiudere il Cafe Fanchon. Lui, però, non la riconosce. I due si innamorano, ma lei gli nasconde di essere un'attrice.

## Produzione
Il film fu prodotto dalla Equitable Motion Pictures Corporation.

## Distribuzione
Il copyright del film, richiesto dalla Equitable Motion Pictures Corp., fu registrato il 2 dicembre 1915 con il numero LU7102.
Distribuito dalla World, il film uscì nelle sale statunitensi il 13 dicembre 1915.
Non si conoscono copie ancora esistenti della pellicola che viene considerata presumibilmente perduta.